# Решетиха (Костромская область)
Решетиха — деревня в составе Шангского сельского поселения Шарьинского района Костромской области России.

## География
Расположена на берегу речки Чистка, притока реки Малая Шанга.

## История
Согласно Спискам населенных мест Российской империи в 1872 году деревня Решетово (Решетиха) относилась к 3 стану Ветлужского уезда Костромской губернии. В ней числилось 7 дворов, проживало 30 мужчин и 38 женщин.
Согласно переписи населения 1897 года в деревне проживало 162 человека (66 мужчин и 96 женщин).
Согласно Списку населенных мест Костромской губернии в 1907 году деревня относилась к Николо-Шангской волости Ветлужского уезда Костромской губернии. По сведениям волостного правления за 1907 год в деревне числилось 29 крестьянских дворов и 211 жителей. В деревне имелось 3 кузницы. Основным занятием жителей деревни был лесной промысел.

## Население
| 2008 | 2010 | 2014 |
| ---- | ---- | ---- |
| 105  | ↘91  | ↗111 |